# Phare de Punta Delgada (Espagne)
Pour les articles homonymes, voir Phare de Punta Delgada.
Le phare de Punta Delgada est un phare situé sur l'île d'Alegranza, la terre la plus au nord de Lanzarote, dans les Îles Canaries (Espagne).
Il est géré par l'autorité portuaire de Las Palmas de Gran Canaria (Autoridad Portuaria de Las Palmas).

## Histoire
L'île d'Alegranza est située à environ 25 km au nord de Lanzarote. La majeure partie de l'île est occupée par la caldeira d'un volcan inerte. Le phare, construit en 1865, est érigé au point Nord-Est de l'île. C'est une tour ronde en pierre de 15 m de haut, avec une galerie surmontée d'une lanterne. Elle est incluse en façade d'une maison de gardien d'un seul étage peinte en blanc. La tour est de la couleur naturelle de la pierre. Il émet, a 17 m au-dessus du niveau de la mer, un flash blanc toutes les 3 secondes.
L'île est protégée comme Réserve marine des Canaries (Reserva Natural Integral de Los Islotes ) pour son importance géologique et elle est aussi un habitat pour certains oiseaux marins.
Identifiant : ARLHS : CAI034 ; ES-12000 - Amirauté : D2772 - NGA : 24076 .

### Lien connexe
- Liste des phares des Îles Canaries